# Schwenden (Bad Grönenbach)
Schwenden ist ein Ortsteil des Kneippheilbades Bad Grönenbach im Landkreis Unterallgäu in Bayern.

## Geografie

### Topographie
Der Weiler liegt etwa 3,5 Kilometer südöstlich von Bad Grönenbach auf einer Höhe von 725 m ü. NN. Schwenden grenzt im Uhrzeigersinn, von Norden beginnend, an das Dorf Ittelsburg, die Weiler Niedergsäng, Niederholz, Hörensberg im Landkreis Oberallgäu und an den Weiler In der Tarrast im Landkreis Unterallgäu. Die Bundesautobahn 7 verläuft von Nordwesten nach Südosten an Schwenden vorbei.

### Geologie
Schwenden liegt auf einer Jungmoräne mit Endmoränenzügen der Würmeiszeit des Pleistozäns. Der Untergrund enthält zum Teil Vorstoßschotter und Kies, sowie Sand, Ton und Schluff.

## Geschichte
Schwenden ist eine ehemalige Rodungssiedlung des ausgehenden Mittelalters.